# Битва при Лепанто (1571)
Би́тва при Лепа́нто (сучасний Навпакт) — морський бій, що відбувся 7 жовтня 1571, під час якого флот Священної ліги, коаліції середземноморських католицьких держав (Іспанська імперія, Венеційська республіка, війська Папи Римського, Мальтійського ордену, Генуї, Сицилії, Неаполя, Савойї, Тоскани та Парми), завдав поразки флоту Османської імперії в Середземному морі в затоці Лепанто (Коринфська затока) між півостровом Пелопоннес і континентальною частиною Греції.

## Передумови
У другій половині 16 ст. християнські держави середземноморського узбережжя перебували під постійним тиском з боку Османської імперії. 28 березня 1570 османський султан Селім II висунув ультиматум Венеції з вимогою передати Кіпр під його владу. У відповідь Венеція оголосила війну Османській імперії. Османи висадилися на Кіпрі, захопивши Нікосію 9 вересня 1570, після чого розпочали облогу Фамагусти.
Кіпр був останнім форпостом християнства на шляху до повного домінування османів в Середземному морі. Втрата Кіпру відкривала дорогу Османській імперії в серце Європи з кінцевою зупинкою в Римі, захоплення якого і отримання титулу Цезаря було заповітною мрією османських султанів.
Розуміючи небезпеку, християнські держави вирішили створити коаліцію — Священну лігу. Головним натхненником коаліції був папа Пій V. 25 травня 1571 року було підписано тристоронню угоду між Венецією, Іспанською імперією та Ватиканом, головною метою якої були спільні бойові дії проти османів (включно з державами-васалами в Алжирі, Тунісі та Триполі). Папа також брав на себе зобов'язання щодо фінансування іспанського флоту.

## Сили сторін
Див. Священна ліга
Учасниками Священної ліги стали
- Іспанська імперія:
  - Неаполітанське королівство
  - Сицилійське королівство
- Венеційська республіка
- Тосканське герцогство
- Папська держава
- Генуезька республіка
- Савойське герцогство
- Урбінське герцогство
- Пармське герцогство
- Мальтійський орден

За різними джерелами, флот Священної ліги складався з 206 або 208 галер, 6 галеасів та 24 допоміжних суден. Окрім 40 000 моряків та гребців, флот ніс на собі 26-28 тис. вояків: 10 000 іспанських піхотинців, 7 000 німців та хорватів, 5 000 італійських найманців на утриманні іспанського двору, а також 5 000 венеційців. Окрім того, на відміну від інших кораблів, де гребцями були, в основному, засуджені або мусульманські військовополонені, на венеційських судах гребці були вільними людьми та могли брати участь в бойових діях зі зброєю в руках. Командувачем флоту був призначений дон Хуан Австрійський, позашлюбний син Карла V, зведений брат короля Іспанії Філіпа II. Венеційськими кораблями командував Себастьяно Веньєр, папським флотом — Маркантоніо Колонна
Османський флот складався з 222 галер, 56 галіотів та певної кількості менших суден та комплектувався 13 000 моряків, 37 000 гребців (майже повністю — рабів) та 34000 вояків. Командував флотом Муезинзаде Алі-паша, османський адмірал (капудан-паша), помічниками якого були берберські корсари Сулук Мехмед-паша та Улуч Алі.

## Розташування

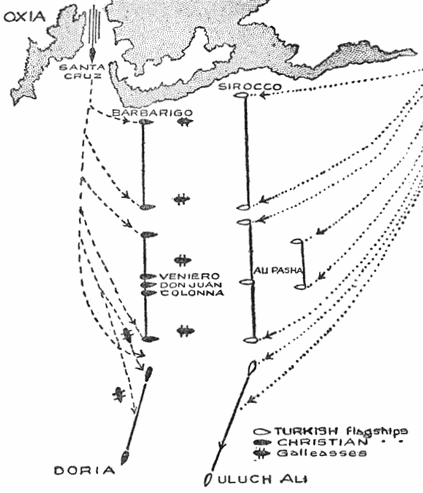
Розташування флотів перед битвою

Християнський флот було розташовано по лінії північ-південь. На північному фланзі, якомога ближче до берега, було розташовано венеційські кораблі під орудою Агостіно Барбаріго, таким чином, щоби, затиснувши ворожі кораблі між своїм флотом та берегом, спокусити ворожих вояків можливістю порятунку на суші і похитнути їхню мораль. Проте ця тактична уловка була вкрай небезпечною, оскільки могла спрацювати і в зворотному напрямку.
В центрі було розташовано 62 галери під особистою орудою Хуана Австрійського на його флагмані «Реал», разом в Себастьяно Веньєром, Матуріном Ромегасом та Маркантоніо Колонна.
Правий фланг, на півдні, складався з 53 галер під орудою генуезця Джованні Андреа Доріа. По два галеаси з бічним гарматним розташуванням було висунуто поперед кожної основної ескадри.
Резервна ескадра під орудою Альваро де Базана була розташовано позаду головного флоту (на захід від нього). Резервна ескадра складалася з 38 галер — 30 по центру та по 4 праворуч та ліворуч за кожним крилом. Окрім того, було сформовано групу спостереження з двох галер правого флангу та шістьох резервних галер. Галеаси правого флангу затрималися під час розташування і не змогли вийти на позицію вчасно.
Османський флот складався з 57 галер та 2 галіотів на правому фланзі під орудою Чулук Бея, 61 галери та 32 галіотів в центрі під орудою Алі-паші на «Султані» та 63 галер та 30 галіотів на півдні під орудою Улуча Алі. Невеликий резерв складався з 8 галер, 22 галіотів та 64 фуст, розташованих позаду центральної ескадри. Згідно з деякими джерелами, Алі-паша пообіцяв звільнити гребців-рабів у разі перемоги. Хуан Австрійський лаконічно попередив своїх вояків: «Для боягузів немає шляху до раю».

## Перебіг битви
Галеаси лівого флангу та центру було розташовано приблизно в півмилі попереду християнського флоту, що дозволило завдати першого нищівного удару по османському флоту. Оскільки галеаси несли більше гармат та мали, на відміну від галер, бортове гарматне оснащення, вони мали змогу, повертаючись навколо своєї осі, завдавати потужних артилерійських ударів по ворожому флоту. Згідно з оцінками учасників, їм вдалося потопити до 70 османських галер, допоки османський флот не залишив їх позаду.
На початку битви Доріа виявив, що галери його опонента Улуча Алі розташувалися південніше від його флоту, таким чином, отримавши можливість флангового удару, який міг мати катастрофічні наслідки. Йому довелося терміново змінювати диспозицію своїх кораблів, збільшуючи розрив між ними та центральною ескадрою. За цей маневр після битви його звинуватили в ухилянні від бою. В будь-якому разі, результатом маневру стало то, що Улуч Алі повернувся та атакував південний фланг центральний ескадри, скориставшись великим розривом між ним та кораблями Доріа.
На півночі Чулук Бею вдалося провести свої кораблі між берегом та північною християнською ескадрою, завдавши флангового удару по венеційському флоту. Командувача венеційців Барбаріго було вбито стрілою, проте їм вдалося стримати удар, розвернувши свої кораблі обличчям до ворога. В центрі християнському флоті вдалося втримати удар за допомогою резерву, завдавши значних пошкоджень ворожим кораблям. Найпотужнішого удару османів було завдано по південній ескадрі, в той час, як 16 галер під особистою орудою Уруч Алі провели швидку атаку на південний фланг центральної ескадри, захопивши шість галер Священної ліги. Втручання резерву під орудою Альваро де Базана та Хуана де Кардона змінило перебіг подій в центрі та на півдні на користь християн, змусивши Улуча Алі втекти разом з 16 галерами та 24 галіотами.
Під час битви корабель османського командувача було взято на абордаж трьома іспанськими галерами. Проте інші османські кораблі підійшли до нього ззаду, таким чином, надавши можливість яничарам весь час поповнювати втрати на флагмані. Дві іспанські атаки було відбито з важкими для них втратами, проте третя атака була успішною. Алі-пашу було вбито, а його голову відрубано, попри незгоду Хуана Австрійського. Проте відтята голова Алі-паши, піднята на списі на іспанському флагмані, різко похитнула бойовий дух османів. Лише яничари продовжували битися до кінця. Врешті-решт, після того, коли в них закінчилися боєприпаси, яничари почали кидатися в своїх супротивників лимонами та апельсинами.
Битву було закінчено близько 16 години. Османський флот втратив до 210 кораблів, з них 117 галер, 10 галіотів та три фусти було захоплено в задовільному стані, який дозволяв транспортування. З боку Священної ліги 20 галер було втрачено та 30 безнадійно пошкоджено.
Улуч Алі, якому вдалося захопити флагман Мальтійського ордену, зберіг більшість своїх кораблів, вивівши їх з битви, коли її результат став очевидним. Під час втечі йому довелося покинути захоплений флагман, проте йому вдалося повернутися до Константинополя разом з 87 іншими вцілілими кораблями. Улуч Алі представив величезний мальтійський прапор султану Селіму, який, в нагороду за це, нагородив його почесним титулом тур. kιlιç" (меч), таким чином, Улуч Алі став відомим під іменем Килич Алі-паша.
Втрати Священної ліги склали бл. 7500 вояків, моряків та гребців, проте їм вдалося звільнити майже таку саму кількість полонених християн. Втрати османів склали бл. 15 тис. вбитих та поранених та, принаймні, 3500 полонених.

## Наслідки

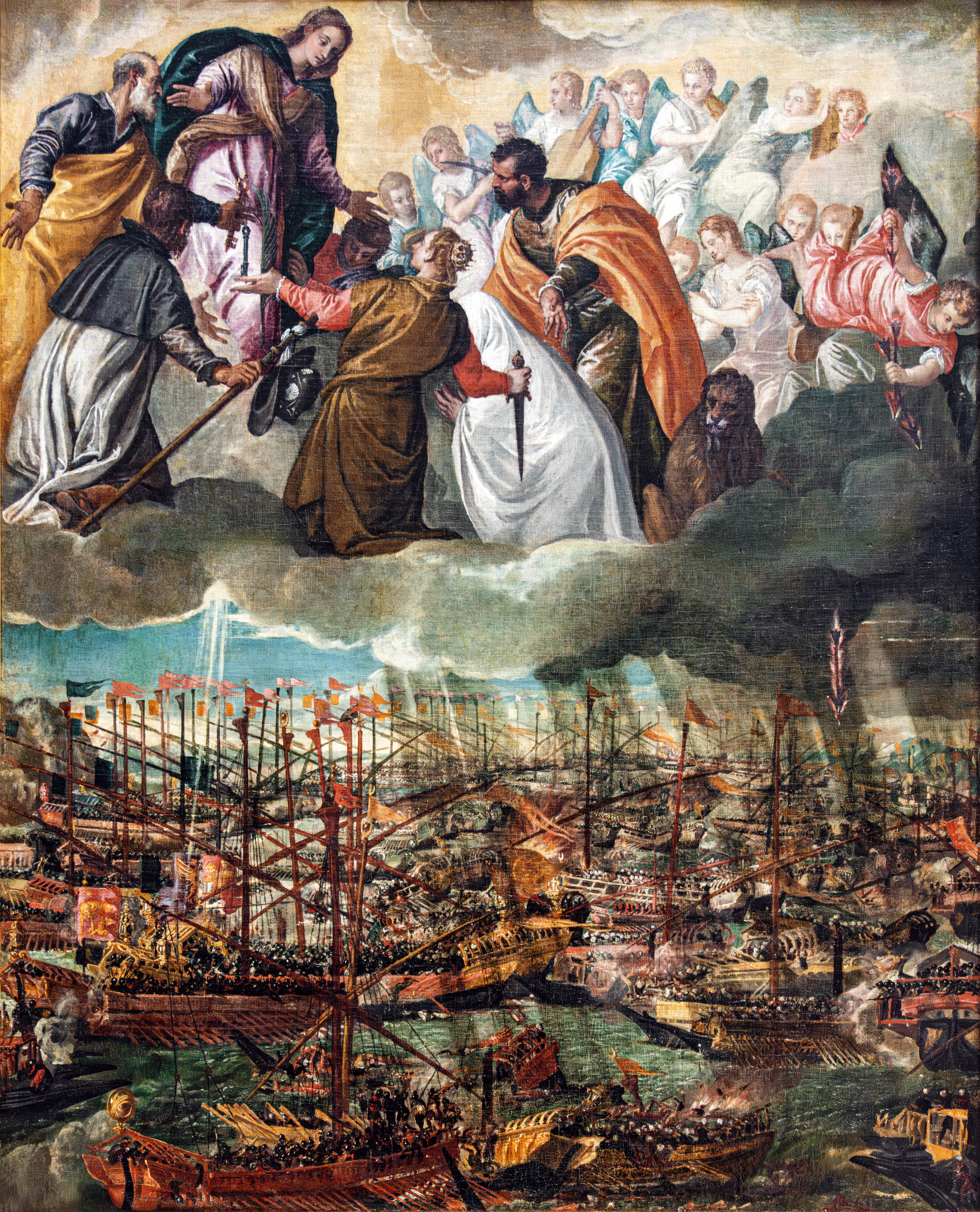
Паоло Веронезе, «Алегорія битви при Лепанто», бл. 1573. Галерея Академії, Венеція

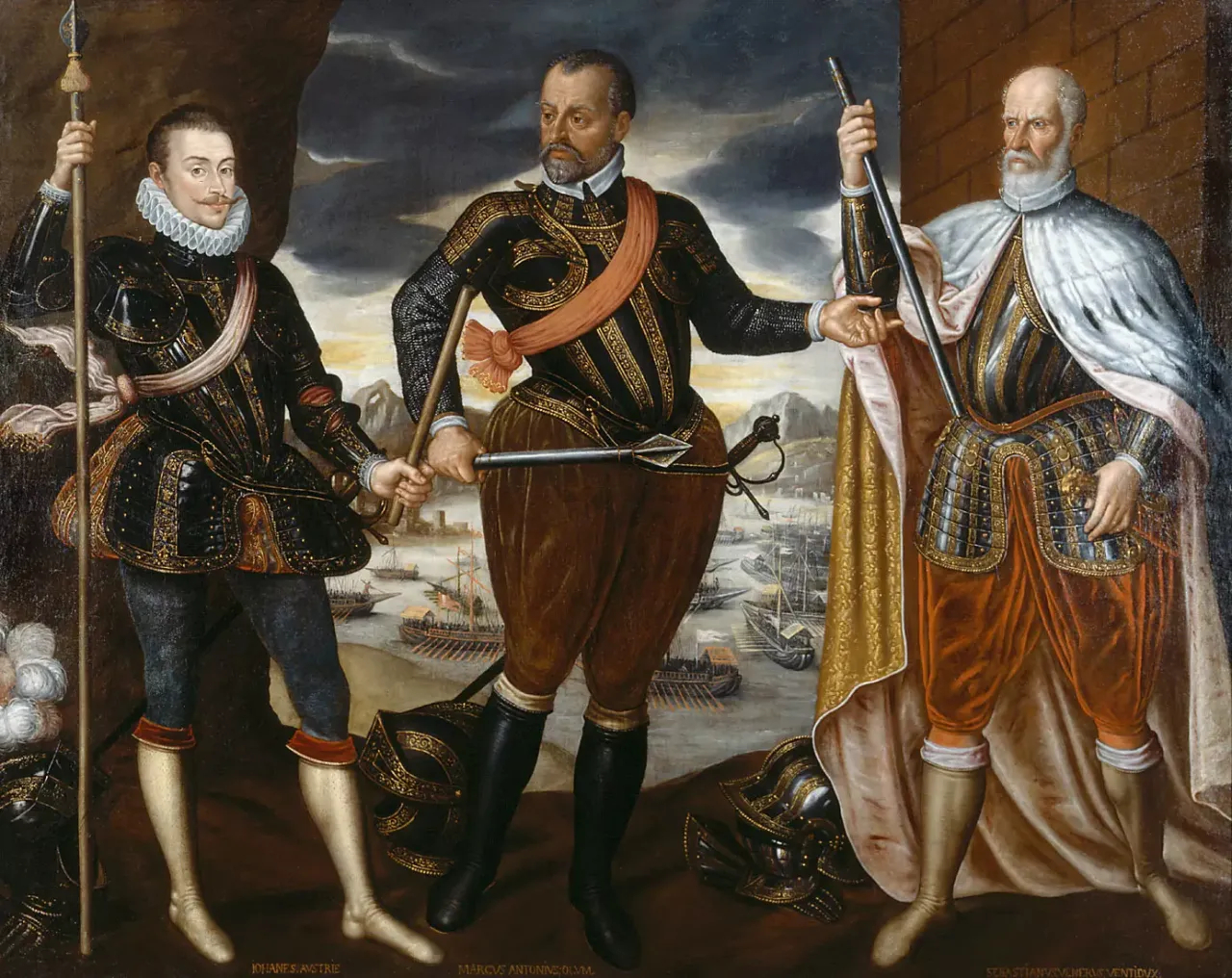
Тріумфатори Лепанто (зліва направо: Хуан Австрійський, Маркантоніо Колонна, Себастьяно Веньєр).

Поразка в битві стала серйозним ударом для османів, які до цього не програли жодної морської битви з XV сторіччя. Проте, урешті-решт, вона була сприйнята, як прояв волі Аллаха, про яку сучасний османський хроніст записав «коли імператорський флот наштовхнувся на флот огидних невірних, воля Божа обернулась протилежним боком».
Для християнського світу тріумф в битві відродив надію на остаточну перемогу над османом — сатаноподібним втіленням Османської імперії, яка розглядалася як споконвічний ворог християнства. Імперія втратила майже весь свій флот та бл. 30000 чоловік, і, таким чином, битва при Лепанто могла вважатися найвидатнішою морською битвою з часів битви при Акції в 31 р. до н. е. На честь перемоги було засновано свято «Переможної Божої Матері», геральдично додано символ християнського хреста над поверженим півмісяцем.
Попри дошкульну поразку, османам вдалося відбудувати свій флот з майже блискавичною швидкістю. В 1572, через шість місяців після битви, було побудовано більше 150 галер та 8 галеасів, загалом бл. 250 кораблів, включаючи 8 найбільших кораблів, які колись ходили в Середземному морі. Новий флот дав змогу Османській імперії відновити свою перевагу в Середземному морі, і продовжити Кіпрську війну, змусивши Венецію підписати мирну угоду 7 березня 1573. Згідно з угодою, венеційці визнали османську владу над Кіпром, яка тривала протягом наступних трьох сторіч. Влітку цього ж року османи почали свої висадки на березі Сицилії та в південній Італії. Великий візир Селіма, Соколлу Мехмед-паша, в бесіді з венеційським послом Маркантоніо Барбаро зауважив, що тріумф Священної ліги при Лепанто не завдав тривалої шкоди Османській імперії, проте захоплення османами Кіпру в тому ж році було значним досягненням:
|  | Я хотів би, щоби ви зрозуміли різницю між вашою втратою і нашою. Забравши у вас Кіпр, ми відтяли вам руку; завдавши поразки нашому флоту, ви лише зголили нам бороду. Не можна виростити нову руку; що ж до бороди - вона виросте знову, і навіть густішою |